# Parafia św. Stanisława Biskupa w Chruszczobrodzie
Parafia świętego Stanisława Biskupa w Chruszczobrodzie – parafia rzymskokatolicka, znajdująca się w diecezji sosnowieckiej, w dekanacie łazowskim.